# Hipermercado

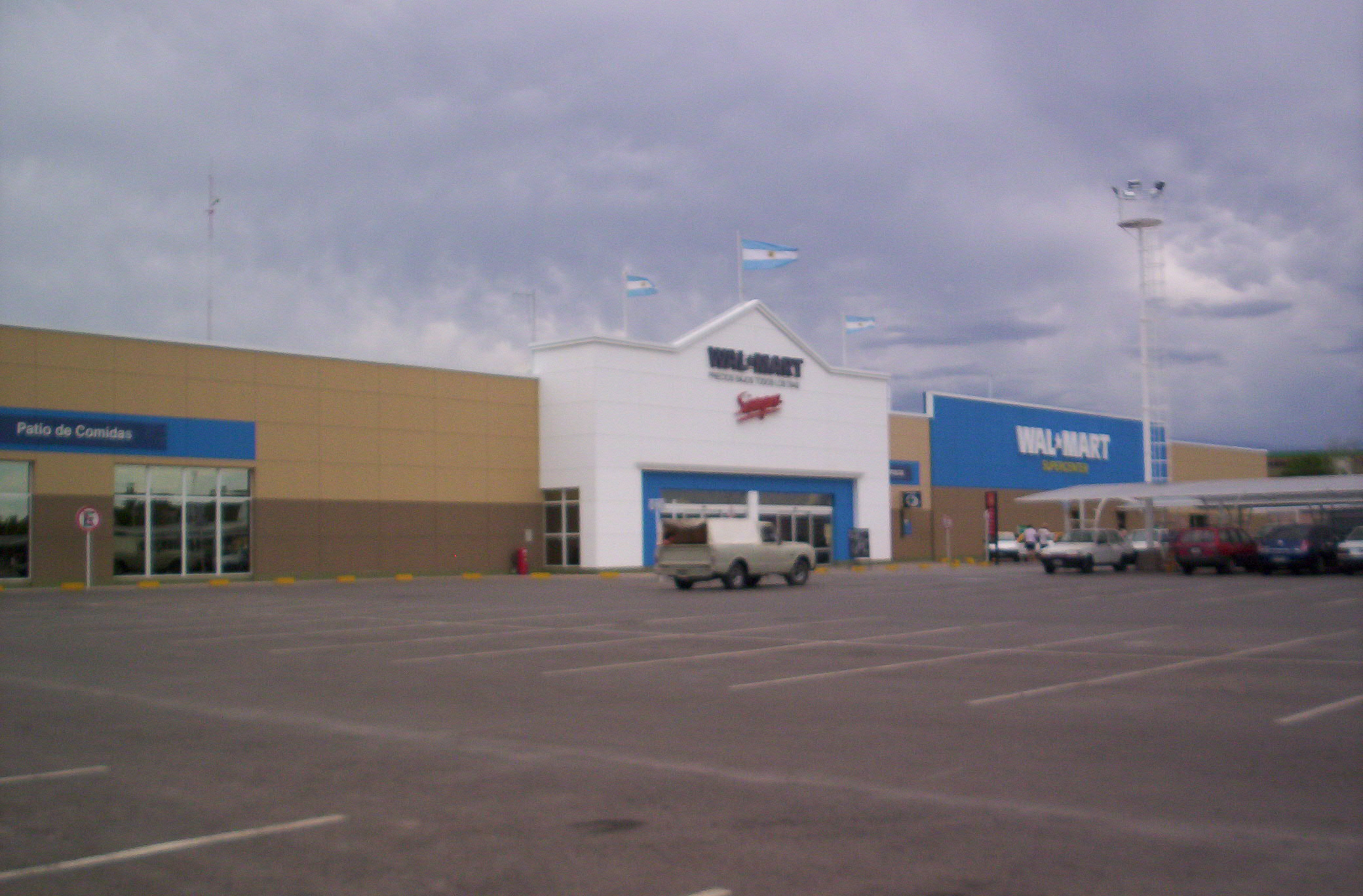
Sucursal de Wal Mart en la ciudad de Rivadavia, provincia de San Juan, Argentina.

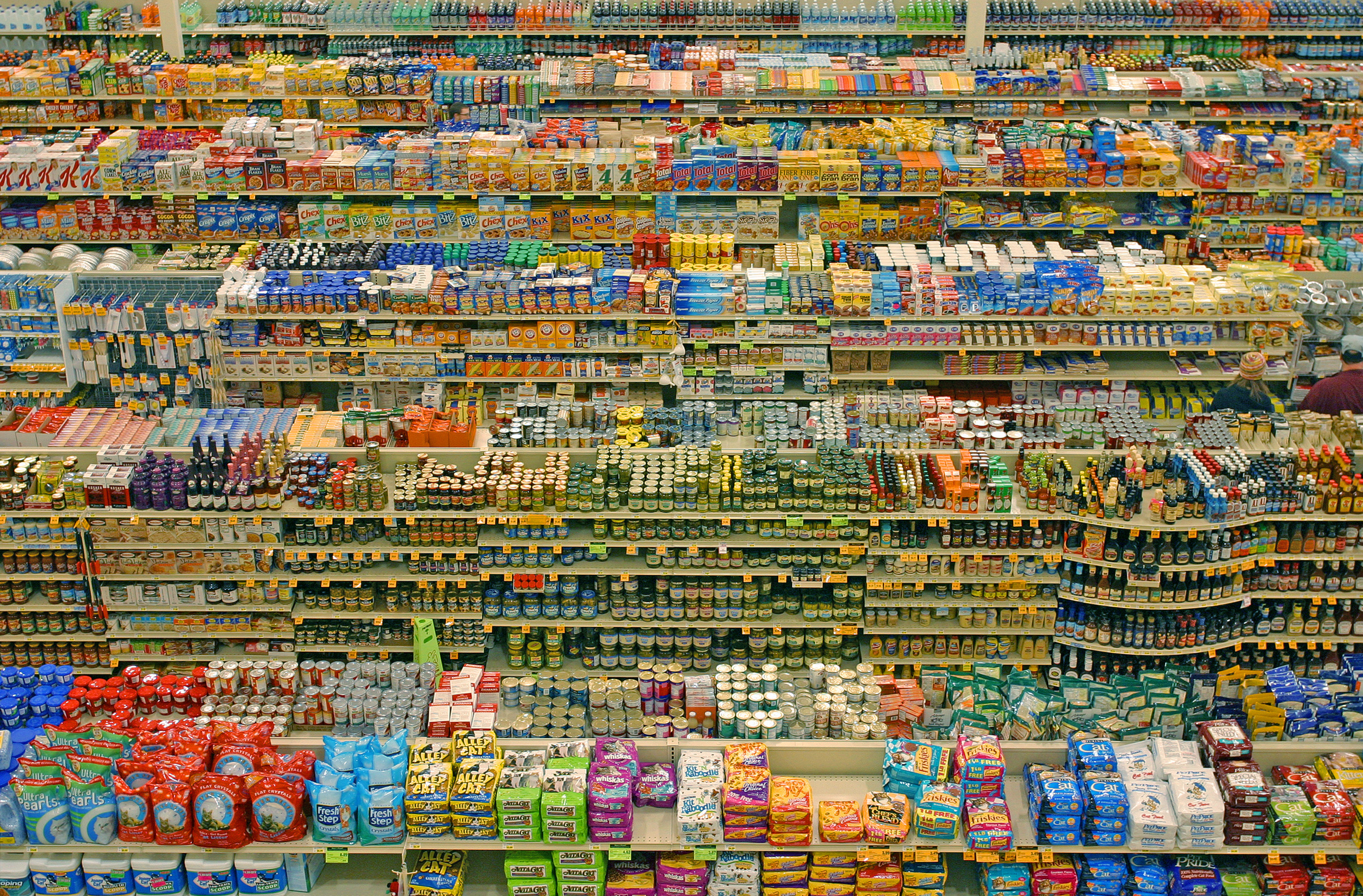
Pasillos de alimentos envasados en un hipermercado Fred Meyer en Portland, Oregón.

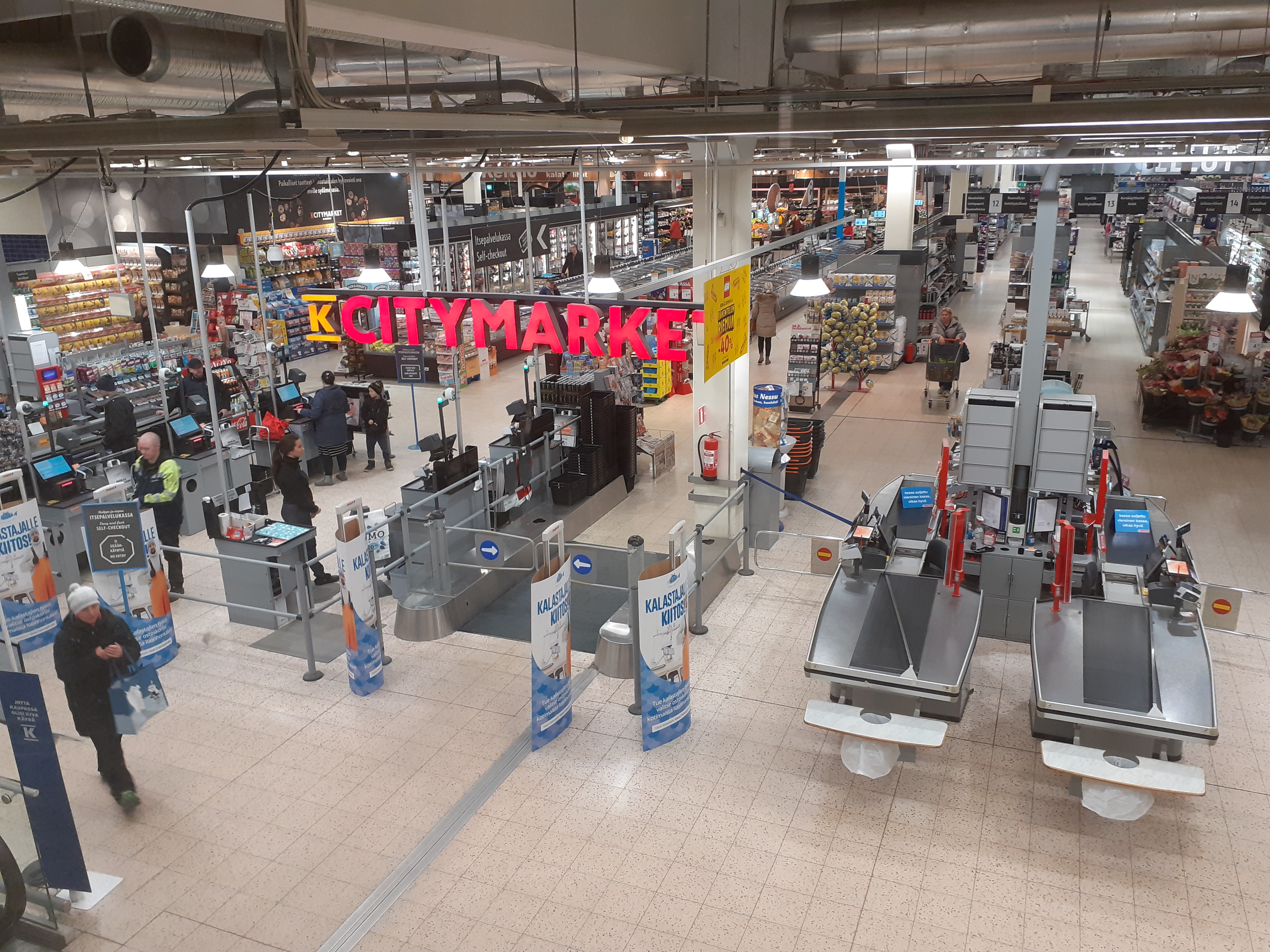
Hipermercado europeo en Finlandia, una sucursal de K-Citymarket en el centro comercial Viiri en Klaukkala, Nurmijärvi, Gran Helsinki.

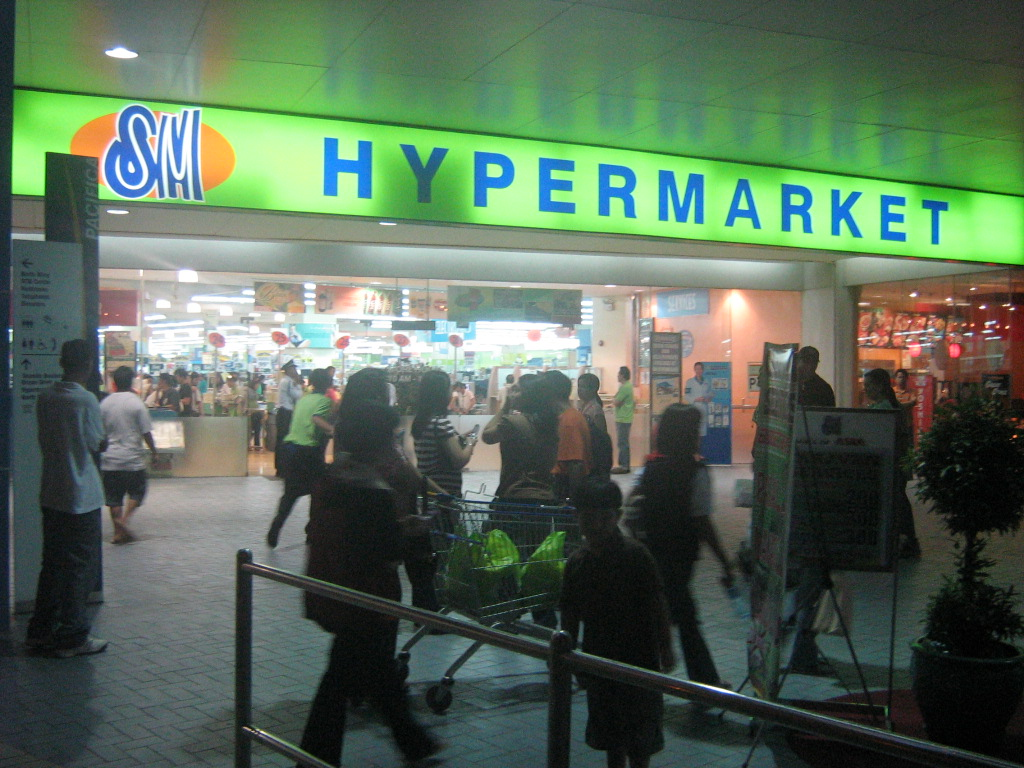
Hipermercado asiático en Filipinas, una sucursal de SM Hypermarket en Mall of Asia Arena en Pásay, Gran Manila.

En Francia, según el Instituto francés de Autoservicio (IFLS), un hipermercado es un establecimiento de venta al por menor que tiene una superficie de venta de más de 2500 m², realiza sus operaciones comerciales en régimen de autoservicio y pago de  un solo acto en las cajas de salida y que dispone de un gran espacio de aparcamiento.
El primer hipermercado europeo fue creado por Carrefour en 1963, en Sainte-Geneviève-des-Bois (Essonne) —población del área metropolitana de París—.

## Características
Según el Institut Français du Libre Service (IFLS), las características habituales de un hipermercado son:
- Ofrecen una amplia gama de productos que se agrupan en tres grandes divisiones:
  - Producto alimenticios, que suponen alrededor del 60 % del volumen de ventas.
  - Artículos complementarios del hogar.
  - Artículos de uso y vestido.
- Los hipermercados suelen situarse a las afueras de las ciudades y aledaños a autopistas y avenidas de alto tráfico y suelen contar con grandes zonas estacionamiento para los vehículos de los clientes.
- Ventas tipo autoservicio.
- Suelen complementar su oferta con centros comerciales u otros grandes almacenes que suelen situarse en el entorno.
- Sus grandes dimensiones y el hecho de situarse a las afueras reducen los costes operativos y de instalación lo que facilitan un menor precio de los artículos, con márgenes comerciales reducidos y gran volumen de productos vendidos.

Existen diferentes variaciones del concepto de hipermercado:
- Supercentro: Establecimientos de gran superficie, con mayor énfasis en las mercancías generales, además de poseer una línea completa de supermercado. Sus superficies parten desde los 10 000 m².

- Hipermercado compacto: Establecimientos de superficie mediana, que poseen una línea completa de alimentos, además de una pequeña selección de mercancías generales. Por lo general este tipo de tiendas están ubicadas en zonas comerciales, barrios residenciales y pequeñas ciudades.